# Vera Fischer
Vera Fischer (Blumenau, 27 novembre 1951) è un'attrice brasiliana.

## Biografia
Vera Fischer è nata in Brasile da famiglia di origine tedesca. Nella sua autobiografia ha scritto che il padre era nazista e che il rapporto con lui non è mai stato buono.
Eletta Miss Brasile nel 1969, Vera Fischer ha concorso lo stesso anno a Miss Universo ed è stata poi la prima brasiliana a ottenere una copertina di Playboy.
Negli anni settanta ha interpretato i primi ruoli nelle telenovelas e al cinema. Nel 1981 le è stata affidata la parte della protagonista in Brillante. Esattamente dieci anni dopo è stata nel cast di un film di coproduzione italobrasiliana, il drammatico Per sempre, con Ben Gazzara, Eva Grimaldi, Janet Agren e Corinne Cléry.

## Vita privata
L'attrice è stata sposata due volte e ha due figli: dal primo matrimonio è nata una femmina, Rafaela, che ha seguito le orme materne; col secondo marito, il collega Felipe Camargo, ha messo al mondo un maschio.
Vera Fischer è finita spesso nelle pagine della stampa scandalistica, sia per le continue liti, spesso anche violente, con Felipe Camargo, sia per i suoi ricoveri in clinica nel tentativo di disintossicarsi dalla dipendenza di droghe. Queste difficili vicende personali hanno costretto l'attrice a rallentare notevolmente la sua attività; ad esse si è aggiunta una sfiducia maturata per l'ambiente dello spettacolo, che come dichiarato da Vera Fischer in diverse interviste le offrirebbe copioni sempre meno interessanti.

## Filmografia

### Cinema
- A Super Fêmea, regia di Anibal Massaini Neto (1973)
- Anjo Loiro, regia di Alfredo Sternheim (1973)
- As Mulheres Que Fazem Diferente, regia di Cláudio MacDowell, Lenine Otoni e Adnor Pitanga (1974) (segmento "Uma Delícia de Mulher")
- Macho e Fêmea, regia di Ody Fraga (1974)
- Essa Gostosa Brincadeira a Dois, regia di Victor di Mello (1974)
- As Delícias da Vida, regia di Mauricio Rittner (1974)
- Intimidade, regia di Perry Salles e Michael Sarne (1975)
- Perdoa-me Por Me Traíres, regia di Braz Chediak (1980)
- Un caldo incontro (Eu Te Amo), regia di Arnaldo Jabor (1981)
- Bonitinha Mas Ordinária ou Otto Lara Rezende, regia di Braz Chediak (1981)
- Dôra Doralina, regia di Perry Salles (1982)
- Amor Estranho Amor, regia di Walter Hugo Khouri (1982)
- Quilombo, regia di Carlos Diegues (1984)
- Amor Voraz, regia di Walter Hugo Khouri (1984)
- Sinal Vermelho - As Fêmeas, regia di Fauzi Mansur (1986)
- Doida Demais, regia di Sergio Rezende (1989)
- O Quinto Macaco, regia di Éric Rochat (1990)
- Per sempre, regia di Walter Hugo Khouri (1991)
- Navalha na Carne, regia di Neville de Almeida (1997)
- Xuxa e os Duendes 2: No Caminho das Fadas, regia di Paulo Sérgio de Almeida e Rogério Gomes (2002)
- Un Natale pieno di Graça (2022)

### Serie TV
- Espelho Mágico (1977)
- Sinal de Alerta (1978)
- Os Gigantes (1979)
- Coração Alado (1980)
- Brillante (Brilhante) (1981)
- Mandala (1987)
- Desejo (1990)
- Riacho Doce (1990)
- Perigosas Peruas (1992)
- Agosto (1993)
- Pátria Minha (1994)
- O Rei do Gado – serie TV, episodi 1x1 (1996)
- Pecado Capital (1998)
- Você Decide – serie TV, episodi 7x40 (1998)
- Laços de Família – serie TV, 6 episodi (2000)
- O clone – serie TV, 250 episodi (2001-2002)
- Agora É Que São Elas – serie TV, 143 episodi (2003)
- Senhora do Destino – serie TV, 5 episodi (2004)
- América – serie TV, 2 episodi (2005)
- Amazônia: De Galvez a Chico Mendes – serie TV, 9 episodi (2007)
- Duas Caras – serie TV, 10 episodi (2008)
- Casos e Acasos – serie TV, episodi 1x6 (1998)
- Caminho das Índias – serie TV, 87 episodi (2009)
- Afinal, o que Querem as Mulheres? – serie TV (2010)
- Insensato Coração – serie TV, episodi 1x78-1x79 (2011)
- Salve Jorge – serie TV, 20 episodi (2012-2013)